# Graham Candy

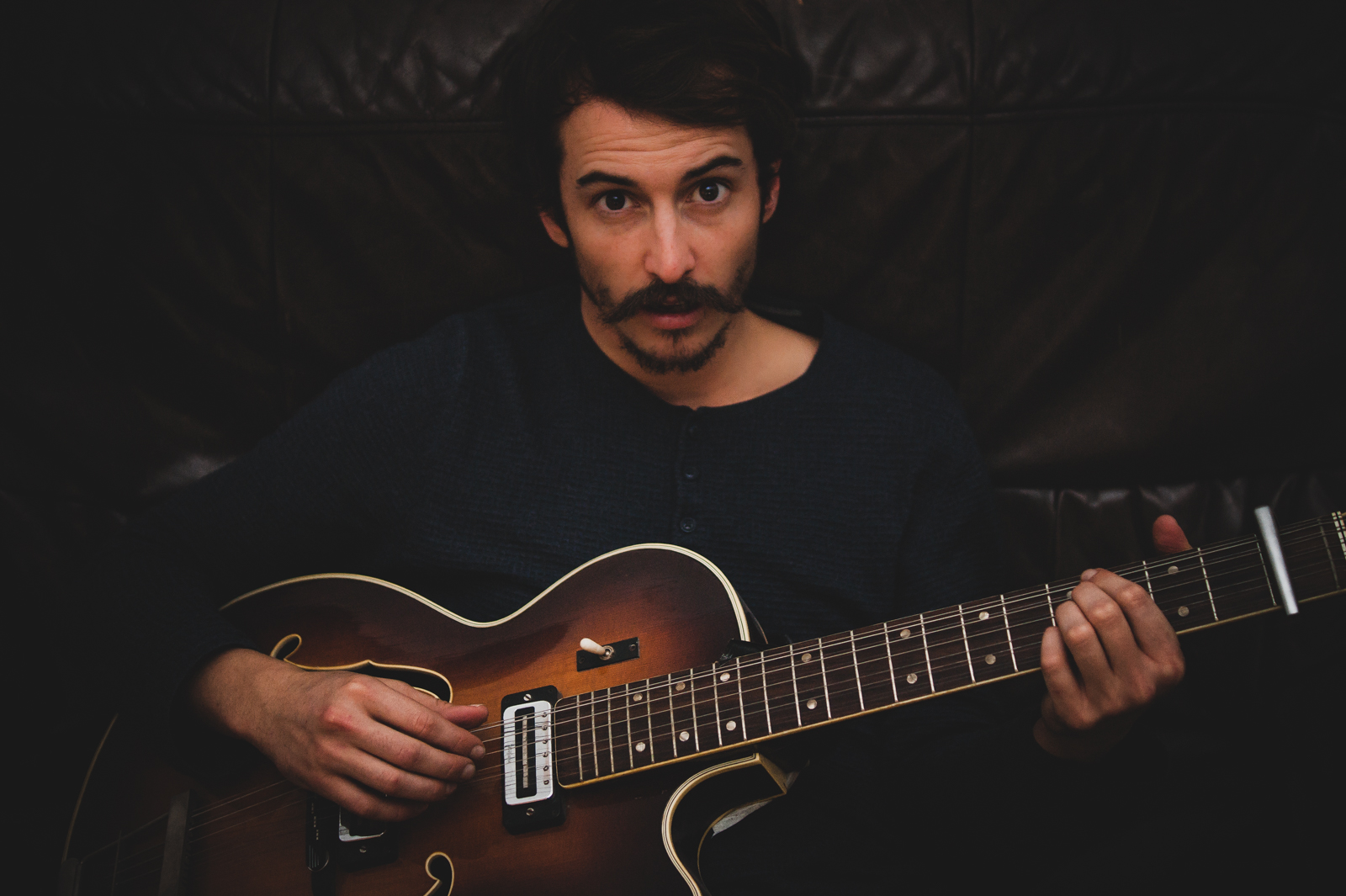
Graham Candy in den Riverside Studios Berlin, 2015

Graham James Candy (geboren am 1. April 1991 in Auckland) ist ein Singer-Songwriter und Schauspieler aus Neuseeland.
Bekannt wurde Graham Candy vor allem durch seine Zusammenarbeit mit dem deutschen DJ und Produzenten Alle Farben und dessen Single She Moves (Far Away), die 2014 die Top 10 der deutschen Charts und Goldstatus erreichte.

## Leben
Geboren und aufgewachsen in Auckland, begann Candy im Alter von sechs Jahren mit Gesellschaftstanz und lateinamerikanischem Tanz und nahm mit seiner Tanzpartnerin erfolgreich an Jugend- und Juniorenmeisterschaften in Neuseeland und Australien teil. Seinen ersten Kontakt mit der Filmindustrie hatte er als Fotodouble für den Charakter Edmund in Die Chroniken von Narnia: Der König von Narnia. Er besuchte das Rangitoto College und war dort Teil des Siegerteams der „National Stage Challenge Competition“, Teil eines Barbershop-Chors und Preisträger beim Schultheaterwettbewerb „AMI Showdowns“ als „best supporting actor“ in seiner Rolle in der Highschool-Produktion von Seussical. 2008 versuchte Candy sich erstmals am eigenen Songwriting und erreichte bei der „Play It Strange Songwriting Competition“ mit seinem Song Last Forever den 7. Platz. Mike Chunn, der Gründer der „Play It Strange Competition“, hat Graham Candy seitdem bei seiner musikalischen Karriere unterstützt.
Mit seiner Band The Lost Boys erreichte Candy 2009 beim „New Zealand Battle of the Bands“ die Top 10 mit dem Song Hot Air Balloon. Er spielte mit in dem Kurzfilm Got The Dogs und erhielt zweimal den neuseeländischen Bühnenpreis „NAPTA Awards“ für seine Rollen in den Bühnenproduktionen von Footloose und Spring Awakening.
2012 begann Candy seine Solo-Karriere in Bars und Pubs in Auckland. Er war an der Gründung und dem Aufbau des „The Portland Public House“ beteiligt und danach dort als hauseigener Musiker und Eventmanager beschäftigt. Er brachte sich selbst in die lokale Musikszene ein und hatte die Möglichkeit, zusammen mit Bands wie Mumford & Sons und Daniel Bedingfield zu spielen.
2013 machte Rachel Watson (Spin 33 Records) Candy mit Matthias Müller vom Berliner Label Crazy Planet Records bekannt. Im selben Jahr zog er nach Berlin und ist seitdem dort bei BMG Rights Management und Crazy Planet Records unter Vertrag. Noch im selben Jahr hatte er sein Filmdebüt in einer Hauptrolle neben Keisha Castle-Hughes und Shiloh Fernandez im Film Queen of Carthage unter der Regie von Mardana M. Mayginnes. In Berlin arbeitete Candy mit der Indie-Pop Band Abby, dem DJ Alle Farben und Parov Stelar zusammen. Schon für seine Single 13 Lords und sein Feature bei Parov Stelars The Sun erhielt er viel Aufmerksamkeit. Sein erster großer Erfolg kam mit Alle Farbens Debütalbum Synesthesia, auf dem er die beiden Stücke She Moves (Far Away) und Sometimes sang.
Im März 2015 veröffentlichte Graham Candy seine EP Holding Up Balloons. Im September 2015 erschien der Song 4Life, eine Zusammenarbeit mit dem Deutschen DJ Robin Schulz.
Seit Mai 2016 ist Graham mit Silbermond als Voract der „Leichtes Gepäck“ Tour dabei.

## Diskografie

### Studioalben
- 2016: Plan A

### EPs
- 2015: Holding Up Balloons

### Singles als Leadmusiker
- 2014: 13 Lords
- 2015: Holding Up Balloons
- 2016: Back Into It
- 2016: Glowing in the Dark
- 2018: Who We Are (mit Younotus & GWYLO)
- 2019: La vialla (mit Yann Lauren & D.Boom)
- 2019: Stronger Than Before (mit Sarah Muldoon)
- 2019: Me gustas tú (mit Lookee)
- 2020: Heatstroke (mit Henri Purnell)

### Singles als Gastmusiker
- 2014: She Moves (Far Away) (Alle Farben feat. Graham Candy)
- 2014: The Sun (Parov Stelar feat. Graham Candy)
- 2014: Sometimes (Alle Farben feat. Graham Candy)
- 2015: 4Life (Robin Schulz feat. Graham Candy)
- 2017: Waiting for the Summer (Deepend feat. Graham Candy)
- 2018: Real Love (Thomas Gold feat. Graham Candy)
- 2020: Gold (Syn Cole feat. Graham Candy)
- 2020: Kids (Alle Farben & Vize feat. Graham Candy)

## Filmografie
- 2011–2013: Kurzfilme: Go the Dogs, Harrowing of Hell, Asyrinthium und Inoganic
- 2013: Queen of Carthage als Graham[9]
- 2012: Cirque du Soleil: Worlds Away[10]
- 2013: Power Rangers Megaforce (Fernsehserie, als Sänger in der Folge Dream Snatcher)[11]
- 2016 Gute Zeiten, schlechte Zeiten[12] (Folge 6062[13])

## Auszeichnungen
- 2013: Northern Area Performance Theatre Award – Beste männliche Performance in einer Musical-Produktion[6]
- 2008: Auckland Community Theatre Trust Award – Beste Performance in einer Musical-Produktion[14]
- 2008: Auckland Community Theatre Trust Award – AMI Stipendium für die Hochschulausbildung der darstellenden Künste[14]
- 2008: Rangitoto College Performing Arts Award – Bester Künstler in der Kategorie Drama[14]
- 2008: Rangitoto College Performing Arts Award – Künstler des Jahres[14]
- 2007: Rangitoto College Award – Hervorragendste Performance in einer Produktion[14]
- 2006: Rangitoto College Award – Bester Künstler in der Kategorie Drama[14]
- 2006: Rangitoto College Award – Dance Awards 2006[14]
- 2005: U16 Champion – Ballroom, Latin und New Vogue Champion[14]
- 2005: Worlds Superstars – Australia – Finalist[14]